# Bad Habits (Nav)
Bad Habits è il secondo album in studio del rapper canadese Nav, pubblicato il 22 marzo 2019 dalla XO e dalla Republic Records.

## Descrizione
Nel disco sono contenute varie collaborazioni con Meek Mill, The Weeknd, Young Thug, Gunna, Lil Durk, Future e 88Glam. L'album ha debuttato al numero uno della classifica US Billboard 200.

## Tracce
1. To My Grave – 2:40 (Andrew Kenneth Franklin, Navraj Goraya, Abel Tesfaye, Ozan Yildirim)
2. I'm Ready – 2:54 (Kevin Gomringer, Tim Gomringer, Navraj Goraya, Ebony Oshunrinde)
3. Taking Chances – 3:07 (Jordan Bacchus, Mohkom Singh Bhangal, Navraj Goraya)
4. Tap – 2:28 (Amir Esmailian, Navraj Goraya, London Holmes, Wes Weiss, Robert Williams)
5. Tension – 3:05 (Jordan Bacchus, Mohkom Singh Bhangal, Amir Esmailian, Navraj Goraya, Sugar Ray Antonio Henry, Jason Quenneville)
6. Price on My Head – 3:37 (Ahmad Balshe, Derek Bissue, Bradley Geisler, Navraj Goraya, Abel Tesfaye)
7. Ralo – 3:04 (Jordan Bacchus, Mohkom Singh Bhangal, Navraj Goraya, Sugar Ray Antonio Henry)
8. Tussin – 2:58 (Mohkom Singh Bhangal, Jacob Canady, Amir Esmailian, Navraj Goraya, Rasta Papii, Jeffery Williams)
9. Snap – 2:49 (Jordan Bacchus, Mohkom Singh Bhangal, Navraj Goraya)
10. Hold Your Breath – 2:50 (Moses Georges, Navraj Goraya, Sergio Kitchens, Baruch Nembhard, Caleb Nordelus)
11. Why You Crying Mama – 4:11 (Jordan Bacchus, Mohkom Singh Bhangal, Navraj Goraya, Sugar Ray Antonio Henry)
12. Time Piece – 3:25 (Jordan Bacchus, Durk Banks, Mohkom Singh Bhangal, Navraj Goraya)
13. Dior Runners – 2:45 (Jordan Bacchus, Mohkom Singh Bhangal, Navraj Goraya, Sugar Ray Antonio Henry, Danny Schofield)
14. Vicodin – 2:12 (Jordan Bacchus, Mohkom Singh Bhangal, Navraj Goraya, Sugar Ray Antonio Henry, Danny Schofield)
15. Stuck with Me – 2:50 (Jordan Bacchus, Mohkom Singh Bhangal, Navraj Goraya, Danny Schofield)
16. Know Me – 2:35 (Amir Esmailian, Andrew Kenneth Franklin, Navraj Goraya, Austin Schindler)